# وعلان أملس الثمار
وعلان أملس الثمار (الاسم العلمي:Commelina leiocarpa) هو نوع من النباتات يتبع جنس الوعلان من الفصيلة الوعلانية.